# NHL salary cap
Das NHL salary cap (dt. NHL-Gehaltsbeschränkung) bezeichnet den Maximalbetrag den eine Mannschaft der National Hockey League in einer Saison für ihre Spielergehälter aufwenden darf. Es handelt sich hierbei um eine „harte“ Obergrenze, die Ausnahmen wie zum Beispiel die im Baseball übliche „Luxussteuer“ ausschließt. Wie viele andere professionelle Sportligen in Nordamerika hat die NHL ein salary cap, um zu verhindern, dass finanzstarke Mannschaften die besten Spieler zu großen Summen unter Vertrag nehmen. Damit soll der Wettbewerbsvorteil gegenüber finanzschwachen Mannschaften gering gehalten werden. Da es in der NHL keine Auf- und Absteiger gibt, ist das salary cap neben dem NHL Entry Draft ein wesentlicher Bestandteil zur Sicherung eines langfristig ausgeglichenen Wettbewerbs.
Der Maximalbetrag ist in jedem Jahr unterschiedlich und errechnet sich jeweils als Prozentsatz der Einnahmen der Liga im vorangehenden Jahr. In der Saison 2007–08 lag die Obergrenze bei ca. 50,3 Mio.US$ pro Mannschaft, in 2008–09 bei 56,7 Mio. US$, in 2009–10 bei 56,8 Mio. US$, in 2010–11 bei 59,4 Mio. US$ und in 2011–12 bei 64,3 Mio. US$.
Mannschaften die gegen das Salary Cap verstoßen, können mit einer Strafe von bis zu 5 Mio. US$, der Aufhebung von Verträgen, dem Verlust von Draft picks, Punktabzug und/oder automatischen Niederlagen in Spielen die vom Verstoß beeinflusst wurden belegt werden.

## Vor dem Salary Cap
Bevor die Einführung des Salary Caps im Anschluss an den Lockout der NHL-Saison 2004/05 beschlossen wurde, war die NHL die einzige der großen Profiligen in Nordamerika, die weder über eine Luxussteuer, ein System zur Umverteilung von Einnahmen, noch eine Gehaltsober- oder Untergrenze verfügte.
Spielergehälter in der NHL waren vor den 1970ern kein großes Thema, bis Alan Eagleson die Spielergewerkschaft National Hockey League Players’ Association (NHLPA) gründete und die neue gestartete Liga World Hockey Association (WHA) mit den Mannschaften der NHL in einen Wettbewerb um die besten Talente einstieg. Eigner wie Harold Ballard von den Toronto Maple Leafs zahlten ihren Spielern Mindestlöhne, um die Mannschaften so profitabel wie möglich zu machen. Es gab besonders in Toronto wenig Anreiz, Geld für Topspieler zu investieren, da die Heimspiele der Mannschaft unabhängig von ihrem Erfolg immer ausverkauft waren. Die Leafs, die in ihrer langen Geschichte vor Ballards Antritt im Jahr 1972 nur zehn Spielzeiten mit mehr Niederlagen als Siegen abgeschlossen hatten, schlossen bis zu seinem Tod im Jahr 1990 zwölf weitere Spielzeiten mit einer negativen Bilanz ab.
Vor dem Lockout 2004/05 wurden bereits Diskussionen über die Salary-Cap-Thematik geführt, was zur Absage von Teilen der Saison 1994/95 führte. Dadurch konnten damals nur 48 Spiele und die anschließenden Playoffs ausgespielt werden.
Obwohl zur Zeit der Einführung des Salary Cap sechs NHL-Franchises aus Kanada kamen, wurden beinahe alle NHL-Gehälter in US-Dollar ausgezahlt. Dies brachte zu Beginn des 21. Jahrhunderts in Folge des schwachen Kanadischen Dollar große finanzielle Probleme für die Mannschaften in kleineren kanadischen Märkten mit sich, deren Einnahmen zu einem großen Teil aus kanadischen Dollar bestanden. NHL-Commissioner Gary Bettman schaffte es erfolgreich, die US-Mannschaften von einem Beitrag zu einem Wechselkursausgleich zu überzeugen.

## Salary Cap

### Verhandlungen 2004/05
Die Verhandlungen des von 2005 bis 2012 gültigen Tarifvertrags (NHL Collective Bargaining Agreement) hatten die Spielergehälter zum Hauptstreitpunkt. Die Liga führte hierbei an, dass Mannschaften ca. 75 % ihrer Einnahmen für Spielergehälter aufwenden; ein Prozentsatz, der weit über dem in anderen nordamerikanischen Sportligen liegt. NHL-Commissioner Gary Bettman verlangte „Kostensicherheit“ und legte der NHLPA verschiedene Konzepte vor, die allerdings schnell als Euphemismus für ein salary cap abgetan wurden.
Aufgrund der strikten Ablehnung einer Gehaltsobergrenze durch die NHLPA führte der Arbeitskampf zu einer Aussperrung der Spieler durch die NHL, was letztlich zur Absage der gesamten Saison 2004/05 führte. Dies war das erste Mal, dass eine der großen Sportligen in Nordamerika eine komplette Spielzeit wegen eines Arbeitskampfes ausfallen ließ. Letztlich gelöst wurde der Streit durch ein Einlenken der Spielergewerkschaft, die einer harten Obergrenze zustimmte. Im Gegenzug weitete die NHL die Umverteilung von Einnahmen zwischen den Teams aus.

### Verhandlungen 2012/13
In den Jahren 2012 und 2013 wurde im Anschluss an den Lockout eine neue, niedrigere Beschränkung festgelegt. Um Teams beim Übergang zur neuen Obergrenze zu helfen, wurde jeder Mannschaft das Recht zu zwei amnesty buyouts eingeräumt. Nach den Spielzeiten 2012/13 und 2013/14 darf jede Mannschaft einen Spieler entlassen, der aus seinem Vertrag „herausgekauft“ wird. Dieser Betrag wird den Gesamteinnahmen aller Spieler, nicht aber den Gesamtausgaben der Mannschaft gegen das salary cap hinzugerechnet. Der neue Tarifvertrag verbietet auch Gehaltsschwankungen von mehr als 35 % von Jahr zu Jahr innerhalb eines Vertrags und schreibt vor, dass das am niedrigsten bezahlte Jahr eines Vertrags nicht weniger als 50 % des am höchsten bezahlten Jahres betragen kann. Damit sollten Mechanismen zur Umgehung des salary cap unterbunden werden.